# Nuoto ai Giochi della XXXI Olimpiade - 1500 metri stile libero maschili
La gara dei 1500 metri stile libero maschili dei Giochi della XXXI Olimpiade si è svolta il 12 e il 13 agosto 2016.

## Record
Prima della competizione, i record olimpici e mondiali erano i seguenti:
| Record mondiale | 14'31"02 | Sun Yang Cina | 4 agosto 2012 Londra, Regno Unito |
| Record olimpico | 14'31"02 | Sun Yang Cina | 4 agosto 2012 Londra, Regno Unito |

## Risultati

### Batterie
| Posizione | Batteria | Corsia | Atleta               | Nazionalità          | Tempo    | Note             |
| --------- | -------- | ------ | -------------------- | -------------------- | -------- | ---------------- |
| 1         | 6        | 4      | Gregorio Paltrinieri | Italia               | 14:44.51 | Q                |
| 2         | 6        | 5      | Connor Jaeger        | Stati Uniti          | 14:45.74 | Q                |
| 3         | 5        | 3      | Jordan Wilimovsky    | Stati Uniti          | 14:48.23 | Q                |
| 4         | 5        | 4      | Mack Horton          | Australia            | 14:48.57 | Q                |
| 5         | 5        | 5      | Gabriele Detti       | Italia               | 14:48.68 | Q                |
| 6         | 5        | 8      | Damien Joly          | Francia              | 14:48.90 | Q                |
| 7         | 5        | 6      | Ryan Cochrane        | Canada               | 14:53.44 | Q                |
| 8         | 5        | 2      | Henrik Christiansen  | Norvegia             | 14:55.40 | Q                |
| 9         | 6        | 3      | Jack McLoughlin      | Australia            | 14.56.02 |                  |
| 10        | 6        | 1      | Stephen Milne        | Gran Bretagna        | 14.57.23 |                  |
| 11        | 6        | 2      | Ahmed Akram          | Egitto               | 14.58.37 |                  |
| 12        | 4        | 3      | Jan Micka            | Rep. Ceca            | 14.58.69 |                  |
| 13        | 2        | 4      | Ilya Druzhinin       | Russia               | 14.59.56 |                  |
| 14        | 4        | 1      | Yaroslav Potapov     | Russia               | 15.00.99 |                  |
| 15        | 6        | 6      | Mychajlo Romančuk    | Ucraina              | 15.01.35 |                  |
| 16        | 5        | 7      | Sun Yang             | Cina                 | 15.01.97 |                  |
| 17        | 4        | 7      | Serhiy Frolov        | Ucraina              | 15.04.61 |                  |
| 18        | 3        | 5      | Anton Ipsen          | Danimarca            | 15.05.91 |                  |
| 19        | 6        | 7      | Gergely Gyurta       | Ungheria             | 15.06.24 |                  |
| 20        | 4        | 4      | Qiu Ziao             | Cina                 | 15.06.71 |                  |
| 21        | 1        | 4      | Oussama Mellouli     | Tunisia              | 15.07.78 |                  |
| 22        | 2        | 6      | Marcelo Acosta       | El Salvador          | 15.08.17 | Record nazionale |
| 23        | 3        | 2      | Esteban Enderica     | Ecuador              | 15.10.15 |                  |
| 24        | 3        | 7      | Marc Sánchez         | Spagna               | 15.11.38 |                  |
| 25        | 2        | 2      | Ricardo Vargas       | Messico              | 15.11.53 | Record nazionale |
| 26        | 3        | 3      | Antonio Arroyo       | Spagna               | 15.12.61 |                  |
| 27        | 5        | 1      | Timothy Shuttleworth | Gran Bretagna        | 15.13.01 |                  |
| 28        | 4        | 6      | Wojciech Wojdak      | Polonia              | 15.13.18 |                  |
| 29        | 2        | 3      | Brandonn Almeida     | Brasile              | 15.14.73 |                  |
| 30        | 4        | 5      | Pál Joensen          | Danimarca            | 15.18.49 |                  |
| 31        | 2        | 1      | Miguel Valente       | Brasile              | 15.22.57 |                  |
| 32        | 6        | 8      | Florian Wellbrock    | Germania             | 15.23.88 |                  |
| 33        | 3        | 6      | Mateusz Sawrymowicz  | Polonia              | 15.26.33 |                  |
| 34        | 4        | 8      | Richárd Nagy         | Slovacchia           | 15.26.48 |                  |
| 35        | 2        | 5      | Kristóf Rasovszky    | Ungheria             | 15.29.36 |                  |
| 36        | 2        | 8      | Martin Bau           | Slovenia             | 15.29.95 |                  |
| 37        | 1        | 5      | Mihajlo Čeprkalo     | Bosnia ed Erzegovina | 15.31.62 |                  |
| 38        | 1        | 3      | Matt Hutchins        | Nuova Zelanda        | 15.32.60 |                  |
| 39        | 1        | 6      | Welson Sim           | Malaysia             | 15.32.63 |                  |
| 40        | 3        | 4      | Nicolas D'Oriano     | Francia              | 15.33.62 |                  |
| 41        | 3        | 1      | Matthew Mark Meyer   | Sudafrica            | 15.36.22 |                  |
| 42        | 4        | 2      | Felix Auböck         | Austria              | 15.36.24 |                  |
| 43        | 2        | 7      | Martín Naidich       | Argentina            | 15.39.93 |                  |
| 44        | 1        | 2      | Wesley Roberts       | Isole Cook           | 15.44.32 |                  |
| 45        | 1        | 7      | Felipe Tapia         | Cile                 | 16.02.44 |                  |

### Finale
| Posizione | Corsia | Atleta               | Nazionalità | Tempo    | Note             |
| --------- | ------ | -------------------- | ----------- | -------- | ---------------- |
| Oro       | 4      | Gregorio Paltrinieri | Italia      | 14:34.57 |                  |
| Argento   | 5      | Connor Jaeger        | Stati Uniti | 14:39.48 | Record nazionale |
| Bronzo    | 2      | Gabriele Detti       | Italia      | 14:40.86 |                  |
| 4         | 3      | Jordan Wilimovsky    | Stati Uniti | 14:45.03 |                  |
| 5         | 6      | Mack Horton          | Australia   | 14:49.54 |                  |
| 6         | 1      | Ryan Cochrane        | Canada      | 14:49.61 |                  |
| 7         | 7      | Damien Joly          | Francia     | 14:52.73 |                  |
| 8         | 8      | Henrik Christiansen  | Norvegia    | 15:02.66 |                  |